# Niolo (fromage)
Pour l’article homonyme, voir Niolo pour la piève.
Le Niolo (appellation corse Niulincu) est un fromage de Corse, fabriqué exclusivement dans la région du Niolo, qui occupe la haute vallée du Golo.

## Historique

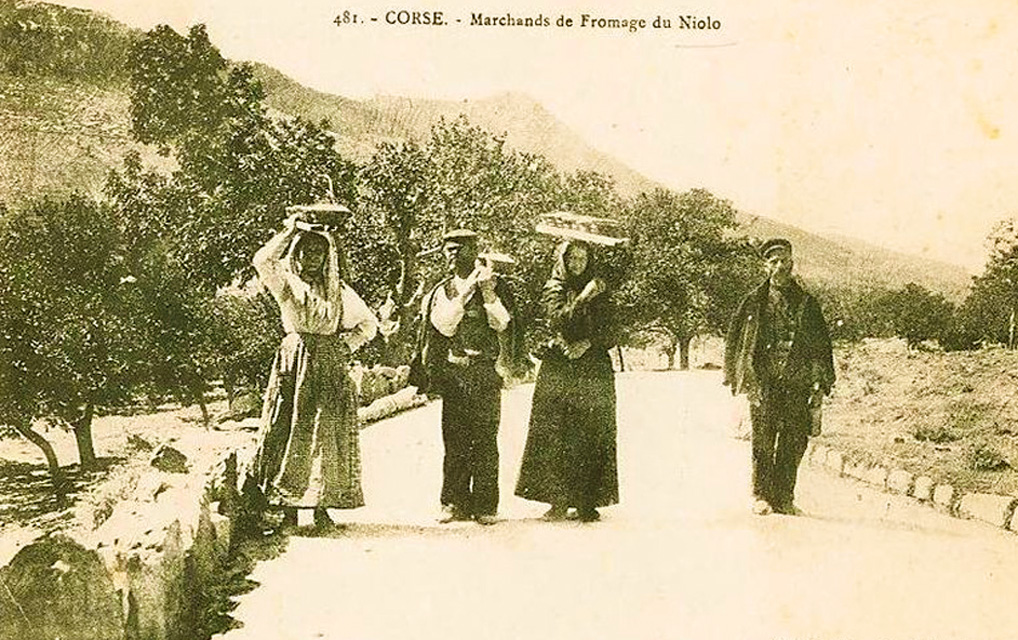
Marchands de fromages de Niolo au début du XXe siècle

Depuis toujours, le Niolo a été considéré comme le creuset des bergers corses. En témoignent encore le Sentier de la transhumance et les nombreux ponts génois répartis tout autour du Niolo et qui leur permettaient de pratiquer l'impiaghjera, la descente dans les plaines du littoral en hiver, et a muntagnera, la montée dans les estives.
Ces mouvements de transhumance ont donné lieu à deux types de fromages, fabriqués deux fois dans l'année, mais aussi ils ont contribué à la propagation du savoir-faire des bergers niolins dans le Filosorma, la Balagne, la Plaine orientale et le Vicolais.
Terre de bergers depuis des siècles, le Niolo en a perdu beaucoup avec la Seconde Guerre mondiale, depuis la fin de la transhumance à partir du milieu du siècle dernier, et plus récemment avec l'obligation de fabriquer des fromages aux normes imposées. Il reste cependant quelques petits producteurs qui assurent la continuité de la fabrication de ce fromage dans le respect des traditions ancestrales, répartis dans les cinq communes du Niolo : Albertacce, Casamaccioli, Calacuccia, Lozzi et Corscia.

## Fabrication
Ce fromage se présente sous la forme d'une tomme carrée à bords arrondis, avec une pâte molle à croûte lavée de couleur ivoire. En forme de pavé plat de 12 à 14 cm de côté, il est élaboré à base de lait de brebis ou de lait de chèvre et pèse 500 à 700 g.
Après caillage, égouttage et plusieurs retournements, le formage est démoulé le lendemain. Salé à sec sur les deux faces, il est posé dans une auge (sorte de gouttière), serré l'un contre l'autre, ce qui lui donne sa forme caractéristique. L'affinage de 3 à 4 mois en cave humide apporte des notes animales et épicées. Sa pâte collante a une saveur douce, piquante ou forte suivant la durée d'affinage.
Sa période de dégustation optimale s'étale d'avril à septembre pendant la transhumance.